# Diaea dimidiata
Diaea dimidiata là một loài nhện trong họ Thomisidae.
Loài này thuộc chi Diaea. Diaea dimidiata được Ludwig Carl Christian Koch miêu tả năm 1867.